# How Deep Is Your Love (canção de Calvin Harris e Disciples)
"How Deep Is Your Love" é uma canção do DJ e produtor musical escocês Calvin Harris e do trio de produtores britânicos Disciples. Lançada em 17 de julho de 2015, a música contém vocais não creditados da cantora e compositora norueguesa Ina Wroldsen. O clipe oficial é estrelado pela modelo norte americana Gigi Hadid.
No geral, o single recebeu criticas favoráveis, e foi um sucesso comercial, alcançando o top 10 em 22 países, incluindo as posições número dois no UK Singles Chart e número um na Austrália, Bélgica, Grécia, Israel, Holanda e Rússia.

## Lançamento
Em 3 de junho de 2015, Calvin Harris anunciou uma futura colaboração com o trio de produtores de Londres, Disciples. A canção vazou em 15 de julho de 2015, dois dias antes de seu lançamento oficial.

## Faixas
- Download digital

1. "How Deep Is Your Love" – 3:32

- Download digital (Remixes) – EP[3]

1. "How Deep Is Your Love" (Extended Mix) – 5:56
2. "How Deep Is Your Love" (Calvin Harris and R3hab Remix) – 4:18
3. "How Deep Is Your Love" (Chris Lake Remix) – 5:08
4. "How Deep Is Your Love" (Disciples and Unorthodox Remix) – 6:04

## Desempenho nas paradas
| Parada (2015)                                     | Melhor posição |
| ------------------------------------------------- | -------------- |
| Austrália (ARIA)                                  | 1              |
| Áustria (Ö3 Austria Top 75)                       | 5              |
| Brasil (Billboard Brasil Hot 100)                 | 69             |
| Bélgica (Ultratop 50 de Flandres)                 | 2              |
| Bélgica (Ultratop 50 da Valônia)                  | 1              |
| Canadá (Canadian Hot 100)                         | 16             |
| Dinamarca (Hitlisten)                             | 5              |
| Finlândia (Suomen virallinen lista)               | 4              |
| França (SNEP)                                     | 2              |
| Alemanha (Official German Charts)                 | 4              |
| Grécia Digital Songs (Billboard)                  | 1              |
| Hungria (Single Top 40)                           | 1              |
| Irlanda (IRMA)                                    | 2              |
| Israel (Media Forest)                             | 1              |
| Itália (FIMI)                                     | 10             |
| Líbano (Lebanese Top 20)                          | 5              |
| Países Baixos (Dutch Top 40)                      | 1              |
| Países Baixos (Single Top 100)                    | 2              |
| Nova Zelândia (Recorded Music NZ)                 | 2              |
| Noruega (VG-lista)                                | 9              |
| Escócia (Scottish Singles Chart)                  | 2              |
| África do Sul (EMA)                               | 4              |
| Espanha (PROMUSICAE)                              | 3              |
| Suécia (Sverigetopplistan)                        | 6              |
| Suíça (Schweizer Hitparade)                       | 6              |
| Reino Unido (UK Singles Chart)                    | 2              |
| Reino Unido (UK Dance Chart)                      | 1              |
| Estados Unidos (Billboard Hot 100)                | 27             |
| Estados Unidos (Billboard Dance/Electronic Songs) | 2              |
| Estados Unidos (Billboard Dance Club Songs)       | 2              |
| Estados Unidos (Billboard Mainstream Top 40)      | 16             |

## Histórico de lançamento
| País   | Data                | Formato          | Gravadora                       |
| ------ | ------------------- | ---------------- | ------------------------------- |
| Mundo  | 17 de julho de 2015 | Download digital | Deconstruction Fly Eye Columbia |
| Itália | 17 de julho de 2015 | Radio airplay    | Sony                            |